# Ондар, Бады-Доржу Владимирович
Бады-Доржу Владимирович Ондар  (род. 9 мая 1984) —  Народный хоомейжи Республики Тыва (2007), художественный руководитель всемирно известного фольклорного ансамбля «Алаш», солист Тувинского Национального оркестра, музыкант нацеленного на музыкальные эксперименты проекта «Хогжумчу».

## Биография
Родился 9 мая 1984 года в селе Ийме Дзун-Хемчикского района Тувинской АССР. Успешно окончив школу в 1999 году, продолжил свою учебу в Кызылском училище искусств им. А. Б. Чыргал-оола по классу игил. Будучи студентом, с 3 курса начал работать в Тувинском национальном оркестре, открытом в 2003 году. Учеба в музыкальном колледже закончилась в 2004 году. Выпускник с большим багажом и полученным опытом игры в студенческом оркестре и в ансамбле «Чангы-Хая», продолжает свою работу в родном Национальном оркестре.

## Творчество
Бады-Доржу Ондар исполнять хоомей начал с 3-летнего возраста. В 1991 году, когда ему было лет семь лет, отец привез его из родного села Ийме Дзун-Хемчикского кожууна в Кызыл на концерт «Магаданчыг кежээ» («Восхитительный вечер»), организованный с Конгар-оолом Борисовичем Ондар и чаданской группой «Челээш». Выступление группы было большим событием. «Челээш» устроил гастрольный тур по всей Туве. Эта группа до сих пор есть в Чадане. После исполнения соло сыгыт Бады-Доржу, будущий наставник — Конгар-оол Ондар, похвалив его, и сказал, что его нужно обучать дальше. Человек, который вывел Бады-Доржу на большую сцену и научил вести себя в обществе — это учитель — Конгар-оол Борисович Ондар. С 1993 года, с тех пор как он поступил в класс хоомея в Республиканскую школу искусств, он всегда был рядом с ним. Он был гораздо больше, чем просто учитель хоомея. Башкы, как родной отец, всегда опекал его, поддерживал, давал ценные советы. Он наказывал своим ученикам любить Туву и гордиться тем, что они тувинцы. Он научил нас достойно держать себя перед любой публикой. Совсем юным он вместе со своим учителем Конгар-оолом Ондаром был участником одного из самых известных телевизионных ток-шоу Америки с ведущим Дэвидом Леттерманом. Известный комик пытался выяснить, нет ли в горле у певца каких-либо приспособлений для издания таких волшебных звуков. Бады-Доржу объездил такие страны, как США, Канада, Италия, Франция, Норвегия, Польша, Англия, Турция, Узбекистан, Китай, Тайвань, Монголия.

## Семья
Из родных наибольший вклад в воспитание Бады-Доржу внес отец Владимир Чамбалович Ондар. По профессии он был столяром-плотником. Строил дома, изготавливал мебель и другие предметы обихода. Любил спорт, увлекался волейболом. Именно отец был достойным примером в жизни Бады-Доржу Ондар. Женат на Азияне Биче-оол — главном дирижере Симфонического оркестра Республики Тыва, преподавателе Республиканской школы искусств им. Р. Кенденбиля. Воспитывает двух дочерей.

## Награды и звания
- Народный хоомейжи Республики Тыва (2007)[4]
- Заслуженный артист Республики Тыва (2018)[5]
- Гран-при Международного фестиваля «Дыхание земли» (2000)
- Лауреат Республиканского детского конкурса «Сарадак» (1995)
- финалист Всероссийского конкурса «Утренняя звезда»
- Дипломант Международного фестиваля «Дембилдей» в номинации «Каргыраа» (2002)
- Лауреат Международного симпозиума «Хоомей-2003»
- Лауреат Международного фестиваля, посвященного памяти Геннадия Тумата «Сыгыт-хоомей Овур черде» (2004)
- премия национальной академии звукозаписи США «Грэмми» (2008)